# Andradea floribunda
Andradea es un género monotípico de plantas herbáceas de la familia Nyctaginaceae. Su única especie: Andradea floribunda es originaria de Brasil.

## Taxonomía
Andradea floribunda fue descrita por Francisco Freire Allemão   y publicado en Plantas Novas do Brasil 1845.